# Theodor Engel

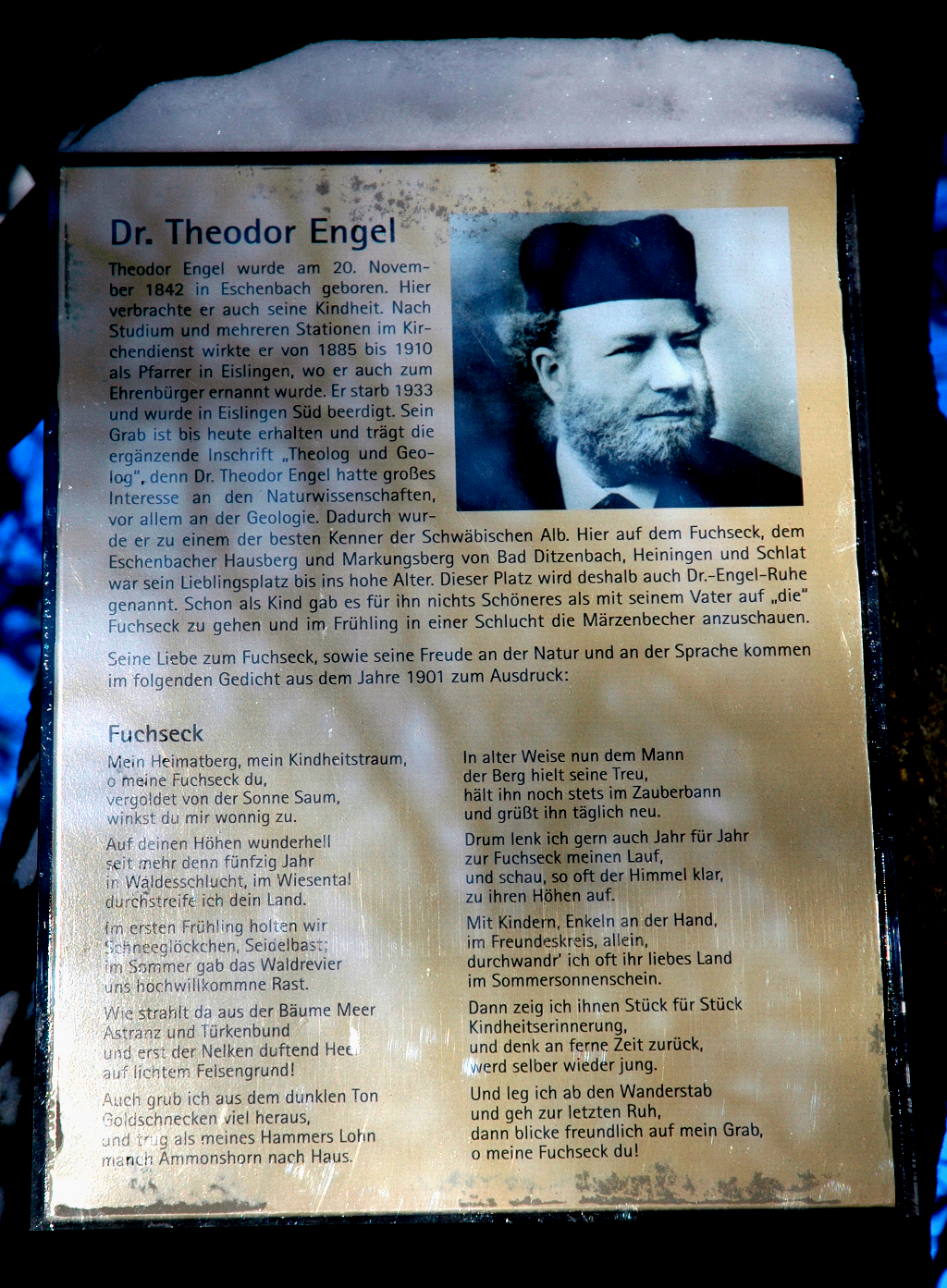
Gedenktafel für Theodor Engel am Fuchseck

Theodor Engel (* 20. November 1842 in Eschenbach; † 29. Januar 1933 in Eislingen) war ein deutscher evangelischer Theologe, Geologe und Paläontologe.

## Leben
Theodor Engel, Sohn des Pfarrers Johann Christian Engel, besuchte das Lyceum in Esslingen (das heutige Georgii-Gymnasium) und anschließend die Lateinschule in Göppingen. Ab 1860 studierte er in Tübingen an der Eberhard-Karls-Universität Theologie bei Carl Heinrich Weizsäcker, Maximilian Albert Landerer und Gustav Friedrich Oehler (Vater des Wilhelm Oehler) und Philosophie sowie allgemeine Naturwissenschaften und Geologie bei Friedrich August von Quenstedt und Astronomie bei Lech. Seit 1860 war er Mitglied der musischen Studentenverbindung AMV Stochdorphia Tübingen im SV. 1866 wurde Engel mit einer Dissertation über den Mystiker Johannes Scottus Eriugena promoviert. Es folgten verschiedene Anstellungen in theologischer Tätigkeit. Er war verheiratet mit Klementine Tritschler (1848–1900), zweitjüngste Tochter des Pfarrers in Heubach, wo er 1868 als Vikar waltete. 1870 heiratete er und übernahm die Pfarrverweserei in Laufen an der Eyach wo bereits von 1850 bis 1854 Oscar Fraas als Pfarrer gewirkt hatte. Hier kam der erste Sohn, Ernst Engel (1870–1928) zur Welt, nachmals Militärbeamter in China und Namibia. 1872 wechselte er nach dem kleinen Ettlenschieß, um sich mehr seiner Sammelleidenschaft zu widmen. Zuletzt war er von 1885 bis 1910 Pfarrer in Eislingen, wo er auch bis zu seinem Tode im Jahr 1933 wohnte. Sein Grab ist auf dem Friedhof in Eislingen (Süd) und trägt die Inschrift: „Theolog und Geolog“.

## Theologe
Seine erste Anstellung als Geistlicher hatte er in Biberach als Vikar und Pfarrverweser. Weitere Wirkungsstätten waren Heubach, Kohlberg, Würtingen, Laufen, Glatten und als Pfarrer in Ettlenschieß und schließlich Eislingen.

## Geologe
Engel setzte als Paläontologe und Schüler Quenstedts (Quenstedtsche Gliederung der Hauptschichtstufen der Juragesteine, die erst 1973 durch eine neue internationale Gliederung abgelöst wurde) dessen Tradition von Exkursionsführern zu Fossillagerstätten fort, legte aber im Gegensatz zu F. A. Quenstedts Geologische Ausflüge in Schwaben. (Laupp, Tübingen 1864) größeren Wert auf eine populärwissenschaftliche Vermittlung.
Theodor Engel trug in 60 Jahren eine große Anzahl an Gesteinen, Fossilien, Ammoniten, Konchilien, Mineralien und Pflanzen zusammen. Seine Fossiliensammlung gibt eine fast vollständige Übersicht über die Fauna des Jurameeres der Schwäbischen Alb sowie auch die der Erdgeschichte. Er hatte Kontakt zu zahlreichen Sammlern, Steinbrucharbeitern, Händlern und Fachgelehrten so etwa kam er 1869/70 auch in Kontakt mit dem Paläontologen Juan Vilanova y Piera, dieser lud in ein, eine gemeinsame Exkursion in Spanien zu unternehmen, was sich aufgrund des Krieges 1870/71 aber zerschlug. Der Paläontologe Josef Felix Pompeckj war von der Aufstellung und Einteilung der Sammlung so begeistert, dass er sich diese als Vorbild für die zukünftige Tübinger Sammlung wünschte.
Engel war Mitbegründer des Schwäbischen Albvereins und Herausgeber dessen Blätter des Schwäbischen Albvereins.

## Die Sammlung
Das 1970 in Göppingen-Jebenhausen gegründete Städtische Naturkundliche Museum ging aus der Privatsammlung, dem Naturkundlichen Museum Dr. Engel welche die Stadt Göppingen mitsamt den 13 Sammlungsschränken käuflich erworben hatte, hervor. Zunächst wurden sechs Vitrinen in der Handelsschule untergebracht, später im Gasthaus Storchen in drei Räumen. Am 6. September 1970 eröffnete in der ehemaligen Badherberge in Jebenhausen das jetzige Museum. Es sind 3500 Fossilien ausgestellt. Die restlichen 40.000 Objekte sind in den 13 Originalschränken magaziniert. Die kleinere Gesteins- und Mineraliensammlung schenkte er später an die Stadt Biberach, diese hatte zuvor den Erwerb abgelehnt.

## Ehrungen
- 1894: Mitglied der Leopoldina[4]
- 1916: Ehrenmitglied des Oberrheinischen Geologischen Vereins (OGV)
- 1916: Ehrenmitglied des Vereins für vaterländische Naturkunde in Württemberg[5]
- Ehrenbürger von Klein-Eislingen
- 1959 wurde die Dr.-Engel-Realschule in Eislingen nach ihm benannt.[6][7][8]

## Veröffentlichungen
- Ueber die Lagerungsverhältnisse des weissen Jura in der Umgebung von Heubach. In: Jahreshefte des Vereins für vaterländische Naturkunde in Württemberg. 25, Stuttgart 1869, S. 57–100 (zobodat.at [PDF]).
- Der Weiße Jura in Schwaben. Schweizerbart, Stuttgart 1877 (die Zeitschriftenveröffentlichung ist online).
- Die Schwabenalb und ihr geologischer Aufbau. Verlag des Schwäbischen Albvereins, Tübingen 1897 UB Stuttgart.
- Der Hohenstaufen und sein Gebiet: Göppingen, Geislingen, Gmünd und ihre Umgebung. Orell Füssli, Zürich 1894 (Europäische Wanderbilder. 232) Internet Archive.
- Die wichtigsten Gesteinsarten der Erde: nebst vorausgeschickter Einführung in die Geologie, für Freunde der Natur leichtfasslich zusammengestellt. Verlag von Otto Maier, Ravensburg 1897 Internet Archive.
- Unsere Schwäbische Alb. Reiseführer mit zahlreichen Vollbildern und Originalholzschnitten sowie einer Übersichtskarte der Schwäbischen Alb. Ebner, Ulm 1900 UB Stuttgart.
- Kämmerer Dr. Joseph Probst † in Biberach a. R. 9. März 1905.  In: Jahreshefte des Vereins für vaterländische Naturkunde in Württemberg, 61, Stuttgart 1905, S. XXXVII-XLV (Internet Archive).
- Geognostischer Wegweiser durch Württemberg: Anleitung zum Erkennen der Schichten und zum Sammeln der Petrefakten. 3. Auflage. Schweizerbart, Stuttgart 1908 (enthält alle zur damaligen Zeit bekannten Fossilien und Fundstellen) Internet Archive. 2. Auflage 1898: e-rara.ch. 1. Auflage 1883: MDZ München.
- Geologischer Exkursionsführer durch Württemberg. Schweizerbart, Stuttgart 1911 UB Stuttgart.